# Blockbau

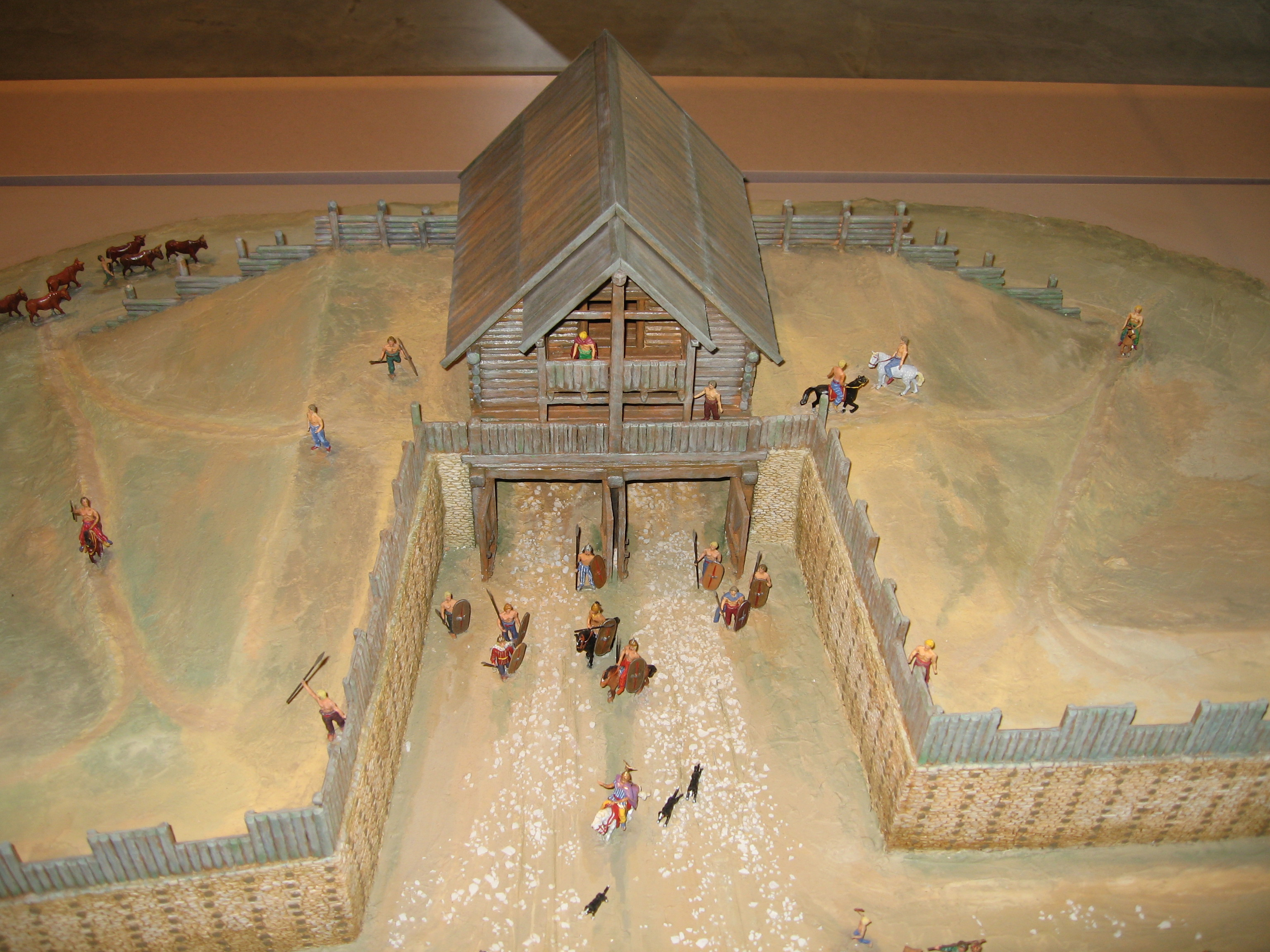
Als Blockbau rekonstruiertes Osttor des Oppidum von Manching

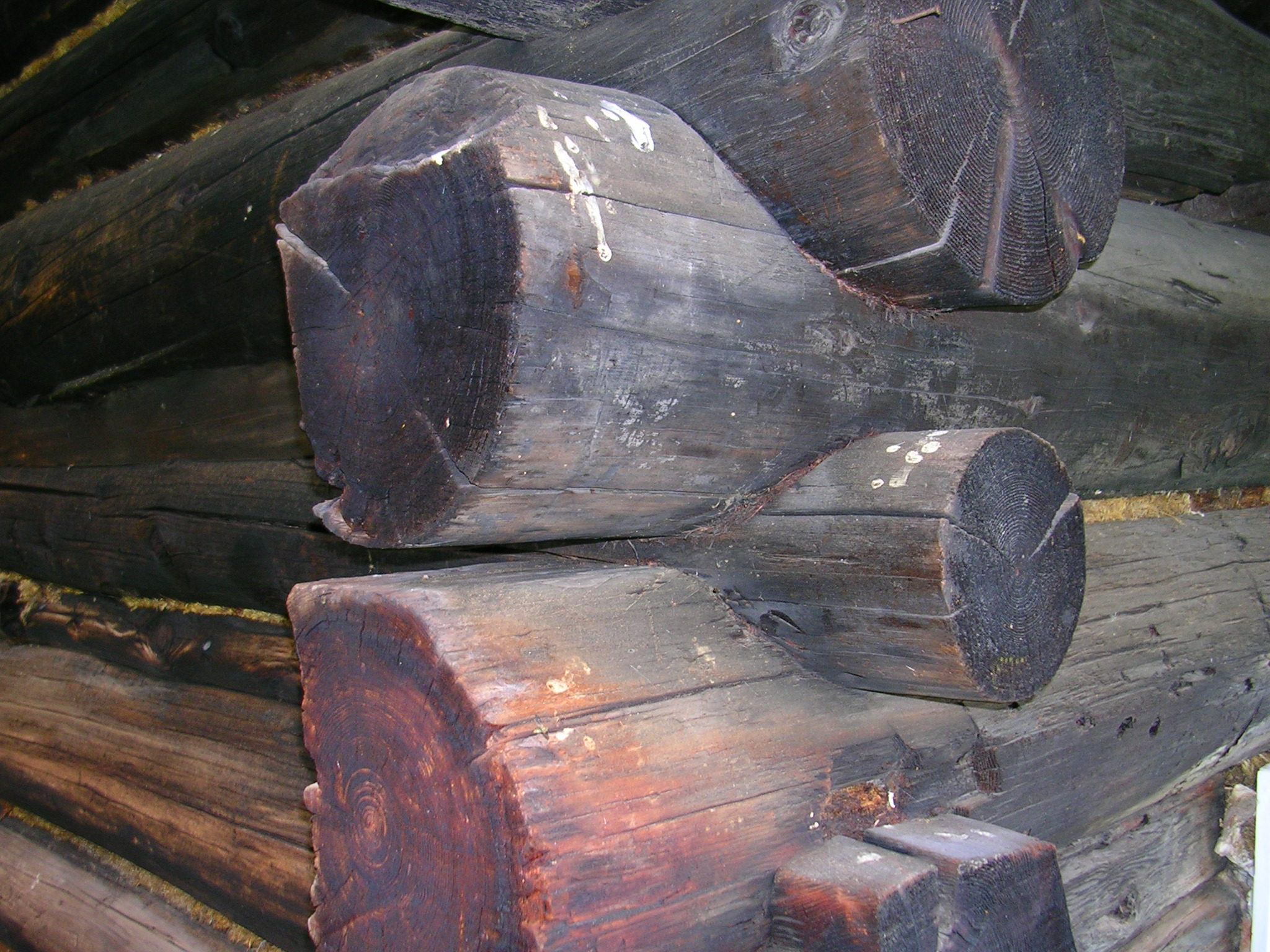
Einfache Eckverkämmung bei Rundhölzern

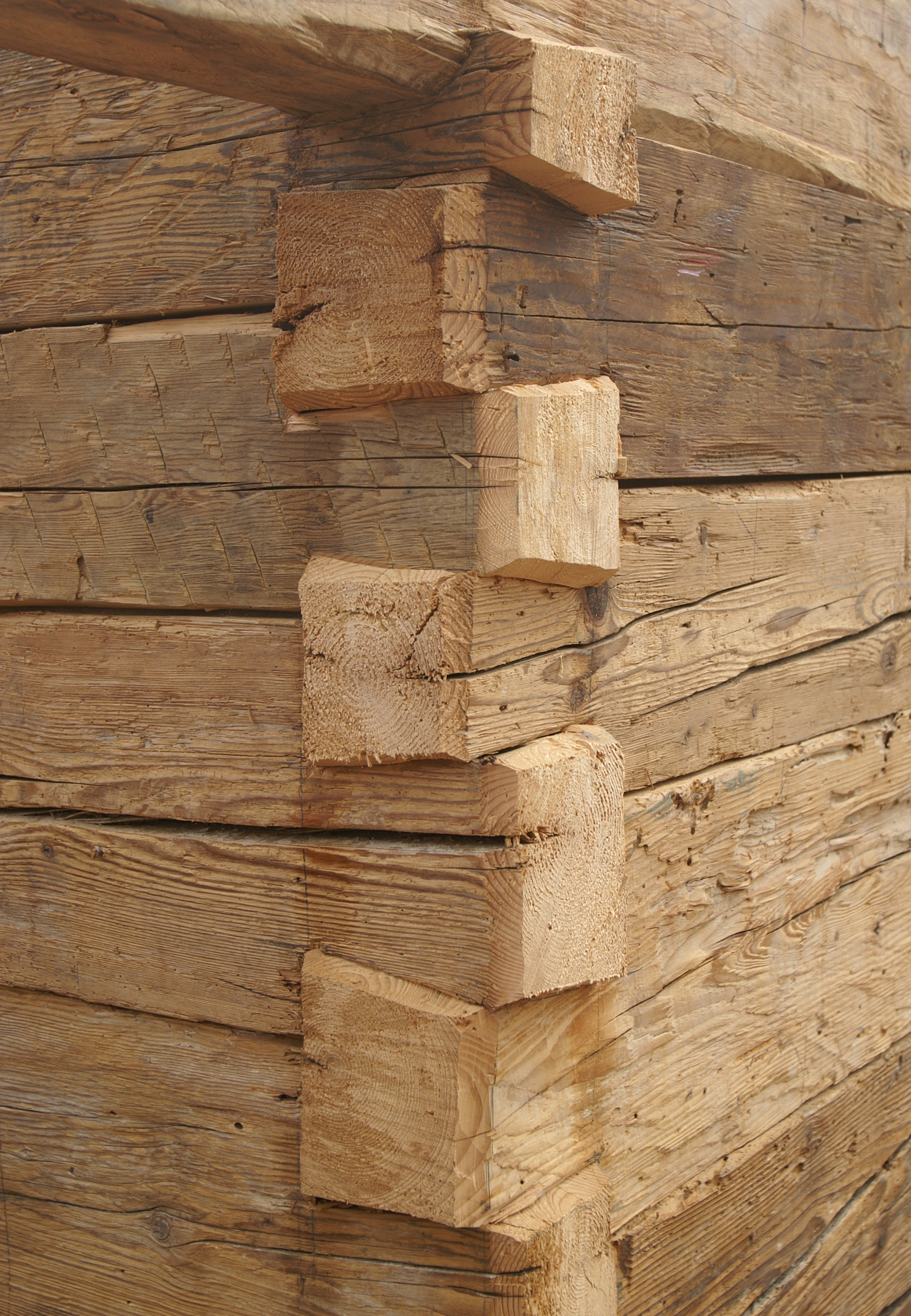
Verzinkung im Schwalbenschwanz-verband

Blockbau (auch Blockwerk, Gewättbau und Strickbau, Schweizerdeutsch Fleck(en) genannt) ist eine Holzbautechnik, die bereits seit dem Neolithikum bekannt ist. Es handelt sich um eine Massivbauweise, die vor allem in Europa und Asien verbreitet ist und überwiegend im Hausbau (Blockhaus) und für andere feste Bauwerke eingesetzt wird. Dazu zählen beispielsweise Befestigungsanlagen, Brunnen- und Wasserbauwerke, Gründungs- und Fundamentbauwerke.
Die Blockbauweise ist neben der Ständerbauweise die zweite grundlegende Konstruktionsform im Holzbau. Die Kombination, also in einen Ständerrahmen eingefasstes Block- oder Bohlenwerk, nennt man Ständerbohlenbau.

## Bautechnik
Die Blockwand, die in der Regel auf einem Steinfundament oder Hartholzrahmen (Fußbäumen) aufliegt, entsteht durch das Aufeinanderschichten liegender Hölzer. Die Länge des zur Verfügung stehenden Stammholzes bestimmt die Größe des im Grundriss meist rechteckigen oder quadratischen Bauwerks. Die Hölzer können als Rundholz, abgeflachtem oder vierkantig geflächtem Holz (Schweizerdeutsch: gefleckt, Flecken, Fleck) oder gesägtem Kantholz (Balken) verbaut sein. Bei Rundholz kommt abwechslungsweise das dünnere Zopfende über das dickere Stammende des Stammes zu liegen, um das volle Holz auszunutzen. Die derart geschichteten Wände durchdringen sich an den Ecken mithilfe von Verkämmungen oder Verblattungen der einzelnen Hölzer (das eigentliche Zimmer, von dem Zimmermann und Zimmer den Namen haben, oder Schrot genannt). Die Bäume können nur geschlichtet, oder untereinander vernagelt (verdübelt) sein, bündig dicht oder mit einer Dichtfüllung (etwa Moos oder Werg), für luftige Bauten (Stadel, Scheunen und Heuschober) auch auf Abstand. Bei mehrräumigen Bauten können die Innenwände, sofern sie massiv gebaut sind, ebenfalls mit den Außenwänden verkämmt oder verblattet sein; sie sind dann als senkrechte Reihen von Balkenköpfen von außen erkennbar (verziert als Zier-, Mal-, Klingschrot). Weiterentwicklungen der Neuzeit tendieren zu verzinkten Ecken, die nur um weniges oder gar nicht aus der Fassadenebene vorstehen. Außerdem geht man im modernen Blockbau zu gespundeten oder mit Nut-Feder-Verbindung gedichtetem Blockwerk über.

## Geschichte
Der Blockbau galt seit jeher als eine der ursprünglichsten Bauweisen der westlichen Kulturkreise; Vitruv (II,1,4) beispielsweise subsumiert die kolchische Blockbautradition – gemeint ist die antike Region Paphlagonien in der heutigen Türkei – unter die „Anfänge“ des Hausbaus, die bei den „auswärtigen Völkerschaften“ zu seiner Zeit noch tradiert wurden. Tatsächlich gibt es inzwischen viele Belege dafür, dass die Blockbautechnik bereits in prähistorischer Zeit eine gängige Bauweise vor allem in Mitteleuropa war. Sie kam seit dem Neolithikum beim Brunnenbau, ab dem 2. Jahrtausend v. Chr. auch beim Hausbau zum Einsatz, eine wichtige Fundstätte hierfür ist das schweizerische Savognin Padnal. In der Eisenzeit wurde die Bauweise auch für Hügelgrabkammern verwendet, bedeutende Beispiele hierfür sind die Tumuli von Gordion oder die skythischen Fürstengräber im russischen Altai-Gebirge. In römischer Zeit finden sich Hinweise auf Befestigungsanlagen und Wachtürme in Blockbauweise, Vitruv II, 9, 59 beschreibt einen entsprechenden Turm im Zusammenhang mit der Einnahme der Stadt Larignum durch Julius Caesar. Im Hausbau dürfte die Bauweise bis heute kontinuierlich verwendet worden sein, auch wenn die ältesten noch stehenden
Blockhäuser erst aus dem Mittelalter stammen.
Eine Renaissance erlebt das Blockhaus, das seit der frühen Neuzeit als wenig brandfest, dauerhaft und insgesamt veraltet galt, im zeitgenössischen Holzbau, wo es – alle Brandschutzvorschriften erfüllend – in der Fertighaustechnik eine wichtige Rolle spielt, und modernen Ansprüchen energieeffizienten und nachhaltigen Bauens entspricht.